# Ikabarú (paroisse civile)
Pour les articles homonymes, voir Ikabaru.
Ikabarú est l'une des deux divisions territoriales et la seule paroisse civile de la municipalité de Gran Sabana dans l'État de Bolívar au Venezuela. Sa capitale est Ikabarú. Ses limites sud servent de frontières avec le Brésil voisin. D'une superficie de 5 377 kilomètres carrés, la paroisse civile abrite une population de 2 490 habitants en 2018.

## Géographie

### Démographie
Hormis sa capitale Ikabarú, la paroisse civile possède plusieurs localités dont :
- El Paují
- Ikabarú
- Puerto Los Caribes

## Sources
- (es) Cet article est partiellement ou en totalité issu de l’article de Wikipédia en espagnol intitulé « Parroquia Ikabarú » (voir la liste des auteurs).